# Mirosław Włodarczyk
Mirosław Włodarczyk (Polonia, 24 de febrero de 1959) es un atleta polaco retirado especializado en la prueba de salto de altura, en la que consiguió ser campeón europeo en pista cubierta en 1983.

## Carrera deportiva
En el Campeonato Europeo de Atletismo en Pista Cubierta de 1983 ganó la medalla de oro en el salto de altura, con un salto por encima de 2.27 metros, tras los alemanes Carlo Thränhardt (oro con 2.32 metros) y Gerd Nagel (plata con 2.30 metros).